# Йоханес Гутенберг
Йоханес Генсфлайш цур Ладен цум Гутенберг (на немски: Johannes Gensfleisch zur Laden zum Gutenberg), по-известен като Йохан Гутенберг, е германски златар и печатар, основоположник на съвременното книгопечатане.
Изобретяването на механично задвижвана печатната преса с ръчен набор на метални букви от Гутенберг около 1439 година поставя началото на революция в печатането и често се определя като едно от най-важните събития на Новото време. Изобретението му оказва силно влияние върху развитието на Ренесанса, Реформацията и Научната революция и поставя материалните основи на съвременната икономика на знанието и демократизация на образованието.
Сред многобройните му приноси към печатането са създаването на технология за масово производство на елементите за ръчен (подвижен) набор, използването на мастило на маслена основа и въвеждането на машина – дървена печатна преса, подобна на винтовите преси, използвани в земеделието. Но най-значимото му изобретение е съчетаването на тези елементи в практична система, която дава възможност за масово производство на печатни книги и която се оказва икономически изгодна както за печатарите, така и за читателите.
Най-представителната му работа, Гутенберговата Библия, е високо оценявана за нейните естетически и технически качества.

## Биография

### Детство и младост
Йоханес Гутенберг е роден около 1398 година в германския град Майнц. Той е най-малкият син на богатия търговец Фриле Генсфлайш цур Ладен и неговата втора съпруга Елзе Вюрих, дъщеря на собственик на магазин. Според някои сведения бащата е златар, работил за майнцките архиепископи, които са и курфюрсти на Свещената Римска империя, но е по-вероятно да се е занимавал с търговия с платове.
Гутенберг принадлежи към фамилията Генсфлайш, един от патрицианските родове в Майнц, извеждащ родословието си от 13 век. Фамилията Генсфлайш е тясно свързана с майнцкия монетен двор, като редица нейни представители го ръководят през 14 и 15 век. Самият Йоханес Гутенберг от ранна възраст придобива познания в областта на златарството. Името Гутенберг, с което Йоханес остава известен в историята, идва от наименованието на къщата, в която живее клонът на Генсфлайш, от който той произлиза.
Името „цум Гутенберг“ фамилията си въвежда едва през 20-те години на 15 век.
През 1411 година в Майнц избухва бунт срещу аристокрацията и 117 патрициански фамилии са принудени да напуснат града. Семейството на Гутенберг изглежда се премества за кратко време в Елтвил (Алта Вила), градче на отсрещния бряг на Рейн, където майка му притежава наследствено имение. През 1413 година избухват гладни бунтове и фамилията отново напуска Майнц.
Като син на богат патриций Гутенберг посещава вероятно латинското училище в манастира „Св. Виктор пред Майнц“. Фамилията поддържа тесни отношения с манастира „Свети Виктор пред Майнц“ и Гутенберг по-късно влиза в „Св. Виктор Брудершафт“.
Сведенията за Йоханес Гутенберг през следващите две десетилетия са изключително оскъдни. През летния семестър 1418 година в Ерфуртския университет се споменава записалият се студент на име Йоханес де Алта Вила (Елтвил), за когото се допуска, че може би е Гутенберг. През 1419 година баща му умира и той е споменат в документи, свързани с наследството му. Един пръв документ, който споменава с име Гутенберг, е от 1420 година. Бележката разказва за наследствени недоразумения на братята и сестрите Гутенберг и една полусестра след смъртта на Фриле Генсфлайш-старши в 1419 година. Документът показва, че Гутенберг по това време е по-стар от 14 години, понеже не е бил представен от друг.
Къде и с какво се занимава фамилията Гутенберг през 1420-те години е неизвестно. През 1429 година те не са в Майнц, поради отново избухнали бунтове.
Със сигурност е известно, че през 1430 година той не е в Майнц. През 1430 година е споменат в един договор на Майнцския архиепископ Конрад III, който предлага завръщането на избягалите. Гутенберг отказва предложението и остава далече от Майнц.

### В Страсбург
Тъй като политическата обстановка не позволява на Гутенберг да се върне в Майнц, биографите му предполагат, че в определен неизвестен момент той се установява в Страсбург, където живеят негови роднини по майчина линия. През 1434 година той вече е в Страсбург, като изглежда се занимава със златарство и е записан в градската милиция. Според някои свидетелства, през 1437 година той обучава Андреас Дритцен, някакъв богат търговец как да полира скъпоценни камъни, но не е известно откъде е придобил тези умения. По това време името му се споменава и в съдебните архиви във връзка с нарушено обещание за брак, дадено на жена от Страсбург на име Енелин. Няма сведения дали в крайна сметка бракът е сключен.
Съществуват предположения, че по това време Гутенберг се запознава със съществуващите тогава печатни техники. Някои изследователи дори смятат, че той е изработвал гравюри върху мед с анонимния художник, известен като Майсторът на карти за игра.
През 1439 година Гутенберг участва с Андреас Дритцен в неуспешно търговско начинание, свързано с изработването на полирани метални огледала, за които се вярвало, че улавят свещената светлина от религиозните реликви, и които той планирал да продава на поклонниците в Аахен. През тази година градът планирал да изложи своята сбирка от реликви на император Карл Велики, но събитието било отложено с една година, заради избухнала чумна епидемия. Андреас Дритцен умира 1439 година и братята му се опитват да получат част от вложения капитал. Гутенберг не можел да възстанови инвестираните в огледала средства. Когато инвеститорите в начинанието започват да търсят парите си, той им обещал да ги компенсира с някаква „тайна“. Широко разпространени са предположенията, че тази тайна е идеята за печатане с подвижен набор.
През 1440 година Йоханес Гутенберг усъвършенства и разкрива пред публиката тайната на печатането, основана на неговите изследвания, мистериозно наречени от него Kunst und Aventur. Не е известно с какво се е занимавал той по това време, нито дали е правил някакви първи опити за печатане с подвижен набор. Той остава в Страсбург поне до 1444 година.

### Печатната преса
През 1448 година Гутенберг отново е в Майнц, където взема заем от 150 гулдена от своя роднина Арнолд Гелтус, изглежда за изработване на печатна преса в сградата Хумбрехтхоф в старата част на Майнц. През 1450 година пресата вече работи и с нея е отпечатано едно стихотворение на немски, може би първият текст, отпечатан от Гутенберг. Той успява да убеди богатия гражданин Йохан Фуст да му даде заем от 800 гулдена. Към начинанието се присъединява и бъдещият зет на Фуст Петер Шьофер. Шьофер е работил като преписвач на ръкописи в Париж и вероятно изработва някои от първите печатни набори.
Гутенберг установява ателието си в Хоф Хумбрехт, собственост на негов далечен роднина. Не е ясно кога точно замисля проекта за отпечатване на Библията, но това е основната цел на заема от Фуст, а същинската работа започва през 1452 година. В същото време с пресата се печатат и други по-доходни книги, може би латински граматики. Съществуват и предположения, че пресите са две – една за ежедневни нужди и друга за Библията. Сред доходните приложения на новата преса е отпечатването през 1454 – 1455 година на хиляди индулгенции за нуждите на Католическата църквата.
През 1455 година Гутенберг издава своята „42-редова Библия“, известна и като Гутенбергова Библия. Отпечатани са около 180 копия, повечето на обикновена хартия, но някои на велен.
През същата година започва спор между Гутенберг и Фуст, като Фуст си иска обратно парите, обвинявайки Гутенберг в злоупотреби с тях. Междувременно разходите по проекта с Библията нарастват, а дълговете на Гутенберг вече надхвърлят 2000 гулдена. Фуст завежда дело в съда, който през ноември 1455 година установява, че двамата са създали съдружие за издаване на книги, а Гутенберг е използвал парите за други цели. Фуст получава печатарското ателие и половината от вече отпечатаните Библии.
Макар че е на практика фалирал, Гутенберг изглежда запазва или създава наново малка печатарска работилница. През 1459 година той участва в отпечатване на Библията в Бамберг, като поне доставя печатните набори. Тъй като отпечатаните от него книги не носят името му, нито са датирани, е трудно да бъдат идентифицирани работите му след „42-редовата Библия“. Възможно е сред тях да е и големият религиозен речник „Католикон“, отпечатан през 1460 година в Майнц в 300 копия по 754 страници.
Междувременно печатницата на Фуст и Шьофер става първата в Европа, която издава книга с името на печатницата и датата на отпечатването – „Майнцкия Псалтир“ от август 1457 година. Макар че в него е отбелязан механичният процес, чрез който е произведен, името на Гутенберг не се споменава.

### Последни години
През 1462 година, по време на конфликт между двама претенденти за архиепископския пост, Майнц е разграбен от войските на Адолф Насауски, а Гутенберг отново е изпратен в изгнание. Вече възрастен човек, той се премества в Елтвил, където може би основава и ръководи нова печатница, принадлежаща на братята Бехтермюнце. През януари 1465 година Адолф Насауски разрешава на Йоханес Гутенберг да се върне в Майнц. Като признание за заслугите му той му дава титлата хофман (придворен) и му отпуска пенсия.
Той живее до смъртта си в Алгесхаймер Хоф съвсем наблизо до родната си къща Хоф цум Гутенберг и неговата кръщелна църква Св. Христоф в стария град на Майнц.
Йоханес Гутенберг умира на 3 януари 1468 и е погребан в църквата на францисканците в Майнц. По-късно тя е разрушена през 18 век и гробът на Гутенберг е изгубен.

## Технология на печатането
Откритието на Гутенберг се основава на подобряването и развитието на известните дотогава методи за репродуциране и печатане (работа с дървени блокчета, леене във форми и използване на печатарски плочи или щемпели) в една обща система. Основа на разработката на Гутенберг е ръчният инструмент за отливане, с чиято помощ могат да се отливат печатарските букви поотделно при това по-бързо и с по-фина изработка, откриването на печатарската преса и подобряване на качеството на печатарското мастило.

### Ръчен инструмент за отливане при производството на печатарски букви
Новост при Гутенберг е че производството на печатарските букви става с метода на отливката. Буквите са отливани от сплав на калай, олово, антимон и малко бисмут. Гутенберг изработва от твърд метал една релефна изпъкнала и огледална форма на всеки използван печатен знак (поансон), който след това се набива в една медна пластина (матрица). В тази негативна форма се налива с помощта на ръчния инструмент втечнената сплав. Ръчният инструмент за отливане е направен от дърво и две метални страни. След отливането буквите се обработват до еднаква дължина и се сортират в кутиите за набор.

### Набор и печатане
Металните букви се нареждат с помощта на един наборен компас в редове. Равномерното разстояние между буквите и редовете се постига с помощта на нисък (непечатаем) наборен материал. Еднаквите размери на Библията на Гутенберг са постигнати чрез различни по големина ниски наборни материали. При печатането на библията са използвани над 290 различни знака.
Наредените с букви редове се подреждат в наборна дъска до получаването на една страница или една колонка Така получения комплект се омастилява с помощта на мастилени ръчни тампони. Тампоните са изработени от кожа (обикновено кучешка) и запълнени с конски косми. След намазването с мастило, наборната страница се поставя в пресата. Преди печатането хартията се овлажнява, при което се отварят нейните пори. В порите на листа при печатането влиза мастилото. След изсъхването порите се затварят и обхващат за постоянно мастилото. Подготвената хартия се закрепва на капака на пресата върху игли (пунктура) и се предпазва с една дървена рамка на местата, които няма да се печатат. Омастилената повърхност на набора са пренася върху хартията с прилагането на натиск (метод на печатане с голямо налягане) Чрез пунктурата може да се напасват двете страни при двустранния печат, така че наборните плоскости да не се припокриват. Буквите издържат на големия натиск на пресата и могат да се използват многократно. Дотогава печатането се е извършвало с използването на цели дървени плочи, представляващи уникати или чрез изработени като уникати отделни дървени букви.

### Печатарско мастило
Използваното преди технологията на Гутенберг мастило е било подходящо за използваните дотогава дървени матрици за печатане, но за металните букви той разработва нова емулсия от ленен безир и сажди, която е достатъчно вискозна и бързо изсъхва. Това позволява печатането на предната и задната страна на листа. За производството на ленения безир, което изисква много време и голямо внимание, като индикатор се използва парче хляб. Други материали при производството на мастилото вероятно са били терпентин, смола, катран, пирот, цинобер, смола, железен сулфат и шеллак. При първите печатни дейности мастилото се използва за печатане на черни текстови елементи. Червените елементи се нанасят по-късно на ръка.

### Печатарска преса
Използваната от Гутенберг конструкция за печатарската преса е вероятно преработена от винарска винтова преса. Тази конструкция е използвана и при производството на хартия. При въртенето на винтовия шпиндел с помощта на лоста на пресата се постига движение надолу на една напречно разположена на винта метална плоча. Тази плоча разпределя равномерно налягането върху основата, на която е разположен набора за печатане заедно с материалите за печатане. Тази основа се намира върху една подвижна карета, която осигурява лесно поставяне на материалите в пресата. На тази карета е разположен и един състоящ се от няколко отварящи се части капак. За равномерното разпределение на налягането върху печатния набор над лоста за печатане се поставя подложка от хартия или пергамент.

## Произведения

### Донати
В този случай става въпрос за отпечатване на латинската граматика на Елий Донат „Ars minor“. Този учебник още от времето на ръкописните книги е част от стандартното обучение на латински. Доказани са 24 издания до 1468 година за това. В тези издания се вижда, че технологията на печатане още не е достатъчно развита. Шрифта на буквите, с който е печатана се нарича „Шрифт на Донат календар“.

### Индулгенции
Напечатването на писма за индулгенции през 1454/1455 година става с шрифта използван при донатите. Тези писма са печатани едностранно и първите от тях са печатани на пергамент. След закупуването вярващият трябва да попълни своето име на предвиденото поле и при следващата изповед да го предаде. С това наказанието за греховете му се отменя. Чрез печатането се постига една възможност за голям брой и широко разпространение. Един екземпляр достигнал до днес се датира чрез ръчно написана записка за 22 октомври 1454 година, а друг за 26 януари 1455 година.

### 42-редова Библия
Библията се нарича „42-редова Библия“ по броя на редовете на страницата. Използваният шрифт е „текстура“, основна разновидност на готическите шрифтове. Гутенберг се стреми да създаде точно копие на ръкописна книга от това време. Счита се, че една такава книга Голямата Майнцка Библия, изработена през 1452 – 1453 година служи за прототип на библията на Гутенберг.
Тиражът на Библията е малък – около 180 екземпляра, но по това време в цяла Европа има общо около 30 000 книги. Към днешно време са оцелели 49 екземпляра от тази библия..
Повечето екземпляри съдържат 1286 страници, подвързани в два тома, но почти няма две еднакви Библии. От 180-те произведени екземпляра 135 са отпечатани върху хартия, а останалите върху велум (пергамент) (на английски: vellum), пергамент от телешка кожа.
Високото качество и голямата историческа стойност на Библията на Гутенберг я прави една от най-ценните печатни книги в историята. Една страница от библията струва около 80 хиляди долара.

### Турска була (1455 – 1456)
На 29 юни 1455 година папа Каликс III призовава с една була за участие и подпомагане на един кръстоносен поход от 1 май 1456 година. Латинското и немското издание на тази була са напечатани между юни 1455 и април 1456 година. Един пълен немски екземпляр (25 напечатани страници) се намира в държавната библиотека Берлин и един екземпляр на латински в Принстън/САЩ.

### 36-редова библия
Участието на Гутенберг в отпечатването на библията с 36 реда е дискусионно и не може да се докаже със сигурност. Това може да е Гутенберг или някой, който е работил с него или някой, който е купил буквите и другото оборудване от него. От тази библия днес са останали само 13 екземпляра и някои фрагменти. През 1980 година анализ, извършен с циклотрон установява, че използваното мастило е подобно на използваното в 42-редовата библия. Използваният шрифт е груб и по-стар от използвания в 42-редовата библия. Тя е напечатана с развитите по-рано печатни букви от Донат-календар. Всяка страница е разделена на две колони, които съдържат по 36 реда. Общо има 1768 страници. Текстовата база на първите страници са неизвестни. Следващите страници са установени по образеца на 42-редовата библия. При това в тя не е толкова точно изработена както образеца.
Въпреки някои неточности в набора и печата се оценява, че библията е изработена от опитни и обучени наборни работници и печатари. Това и използваните шрифтове допускат участието на Гутенберг. Има различни изследвания и уточнения по какъв начин това печатно издание е свързано с Гутенберг. Гутенберг губи голяма част от своето оригинално оборудване и вероятно тези букви са единственото, което му е останало и поради това неговото участие е напълно възможно.

## Наследство
Непосредствено след смъртта на Гутенберг приносът му към печатарската техника е почти неизвестен. През 1504 година той е споменат като изобретател на типографията в книга на Иво Витиг – професор в университета в Майнц. Най-старият портрет на Гутенберг е нарисуван едва през 1567 година, почти сигурно като въображаема реконструкция, и се появява в сборника с биографии на известни германци на Хайнрих Панталеон.

### Значение на печатарската техника
Учените често посочват създаването на печатната преса от Гутенберг като едно от значимите изобретения, променило хода на историята. Значението на печатната преса е не само в преобразяването на печатарската индустрия, но и в създаването на условия информацията да достига до по-широка публика посредством масовото ѝ възпроизвеждане. Знанието става общодостъпно, тъй като печатаните книги са по-евтини от ръчно написаните и има много екземпляри от една книга. През следващите векове технологията на печатане с малки промени прониква в различни страни на Европа. Това води до широкото ѝ признание като демократизираща сила с обществено значение. Появата на печатната преса често се разглежда като исторически аналог на появата на Интернет.

Оловото е променило света повече от златото и повече от оловото в пушката го е променило оловото в печатарската наборна кутия
—Георг Кристоф Лихтенберг

### Памет
- През 1998 година Гутенберг е избран от американските журналисти за Човек на хилядолетието (Man of the Millennium) или за най-важната личност на второто хилядолетие.
- Първата електронна библиотека е наречена Проект Гутенберг.
- През 1940 година в България е издадена пощенска марка „Йохан Гутенберг 500 години книгопечатане и 100 години българска печатна преса“ худ. Н.Бисеров. [22]